# Yaxhá
Yaxhá -també conegut com a Yaxha, Yax-ha i Yax-há- és un jaciment arqueològic i un antic centre cerimonial de la civilització maia situat al nord-est del Petén, Guatemala. És a 30 km al sud-est de Tikal, al Parc Nacional Yaxhá-Nakum-Naranjo.

## Breu descripció
El nom maia de la ciutat s'aprecia en el seu jeroglífic emblema (que representa el cap d'un lloro) i es llegeix com Yax ('verd-blau'), ha ('aigua'). El conjunt urbà estigué habitat durant 16 segles (600 ae– 900). Yaxhá és un lloc maia del clàssic, es troba entre les llacunes de Sacnab i Yaxhá, al costat oposat d'aquesta darrera es troba Topoxtté, el major lloc postclàssic del Petén.
El Parc Nacional Yaxhá-Nakum-Naranjo es considera el "secret millor guardat del món maia", comprén una àrea total de 37,160 ha i forma part de la Reserva de la Biosfera Maia. Limita a l'oest amb el Parc Nacional Tikal, al nord amb el Corredor Biològic Tikal-Mirador-Río Azul, i a l'est i sud amb la Zona d'Usos Múltiples.
Hi sobreïxen els conjunts que corresponen al palau Reial, on vivia el governant i la seua família, l'Acròpoli Nord, el Complex Astronòmic, dos patis per a Joc de Pilota, l'Acròpoli Est, la plaça de les Ombres i el Complex de Piràmides Bessones, tots ells integrats en un sistema de calçades i vies pavimentades.
El lloc té més de cinc-centes estructures, incloent quaranta esteles, tretze altars, nou piràmides, dos camps de joc de pilota i una xarxa de sacbeob (calçades), que connecten l'Acròpoli Central, Nord i Est. A la plaça C, es troba l'únic complex de Piràmides Bessones, fora de la seua aliada Tikal, el qual commemora un katún, o període de vint anys. La calçada del Llac de 80 m de llarg, considerada l'entrada oficial de la ciutat en l'antiguitat, la connecta al llac Yaxhá.
En la perifèria vivien artesans, llauradors, i persones de serveis.
Al parc es conserven importants recursos d'aigua (llacunes i rierols), alguns construïts pels maies. Hi ha una gran diversitat d'aus, mamífers, rèptils i insectes, i una exuberant flora molt variada.
Els maies observaven el pas del sol, des de l'alba fins a l'ocàs, així com la seua ubicació en el zenit. Els arranjaments de la plaça es configuren en els Complexos Astronòmics Major i Menor de Yaxhá (Places F i C), refereixen la forma en què es van valer de l'arquitectura per marcar les posicions del sol, sobretot durant els solsticis i equinoccis. El control del temps era essencial per al disseny dels calendaris agrícola i cerimonial.
Yaxhá produí objectes ceràmics per a usos cerimonials i domèstics, amb formes i estils variats. En el període clàssic destacà la producció de plats, vasos i bols amb dissenys policroms que representen escenes mítiques o històriques. Hi ha atuells amb glifs que relaten l'ús ritual que tenien i el nom de l'artesà que els produí.

## Història actual
És part del Parc nacional Yaxhá-Nakum-Naranjo, i s'han efectuat restauracions patrocinades pel Banc Alemany de Reconstrucció (Deutsche Kreditanstalt für Wiederaufbau). Aquest lloc fou escenari de la sèrie "Survivor Guatemala", de la cadena de televisió Nord-americana CBS, al 2005.

## Galeria d'imatges

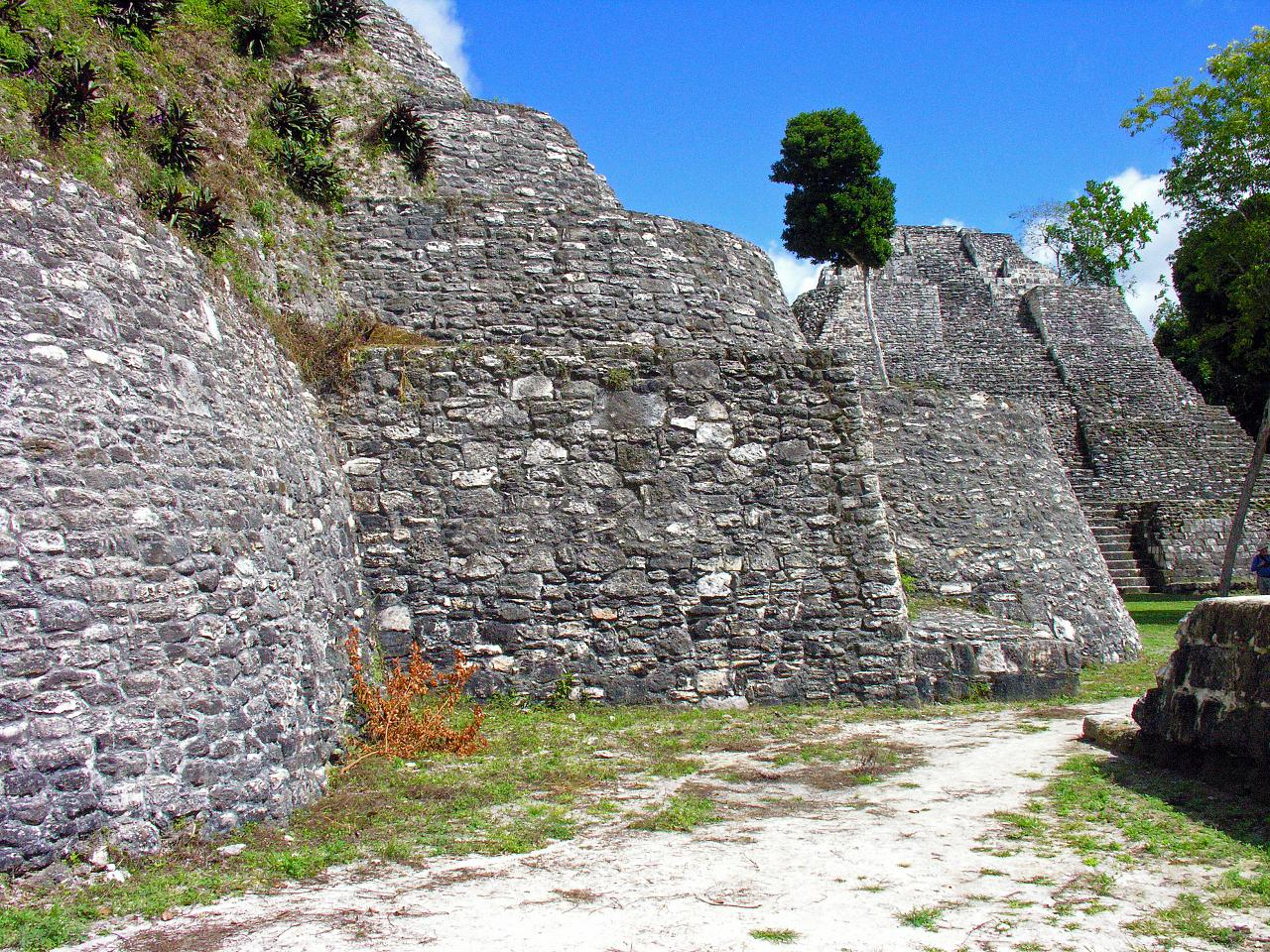
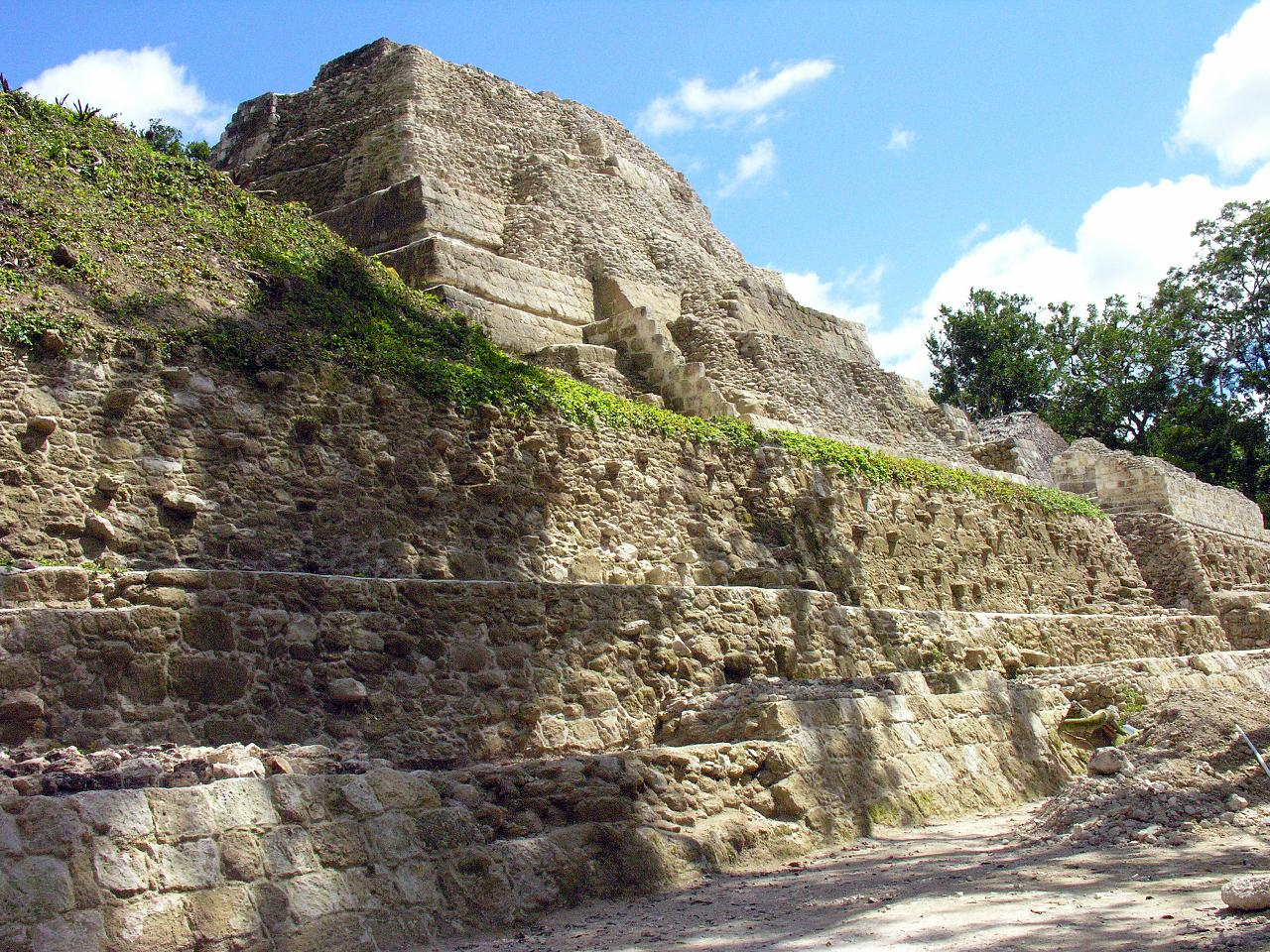
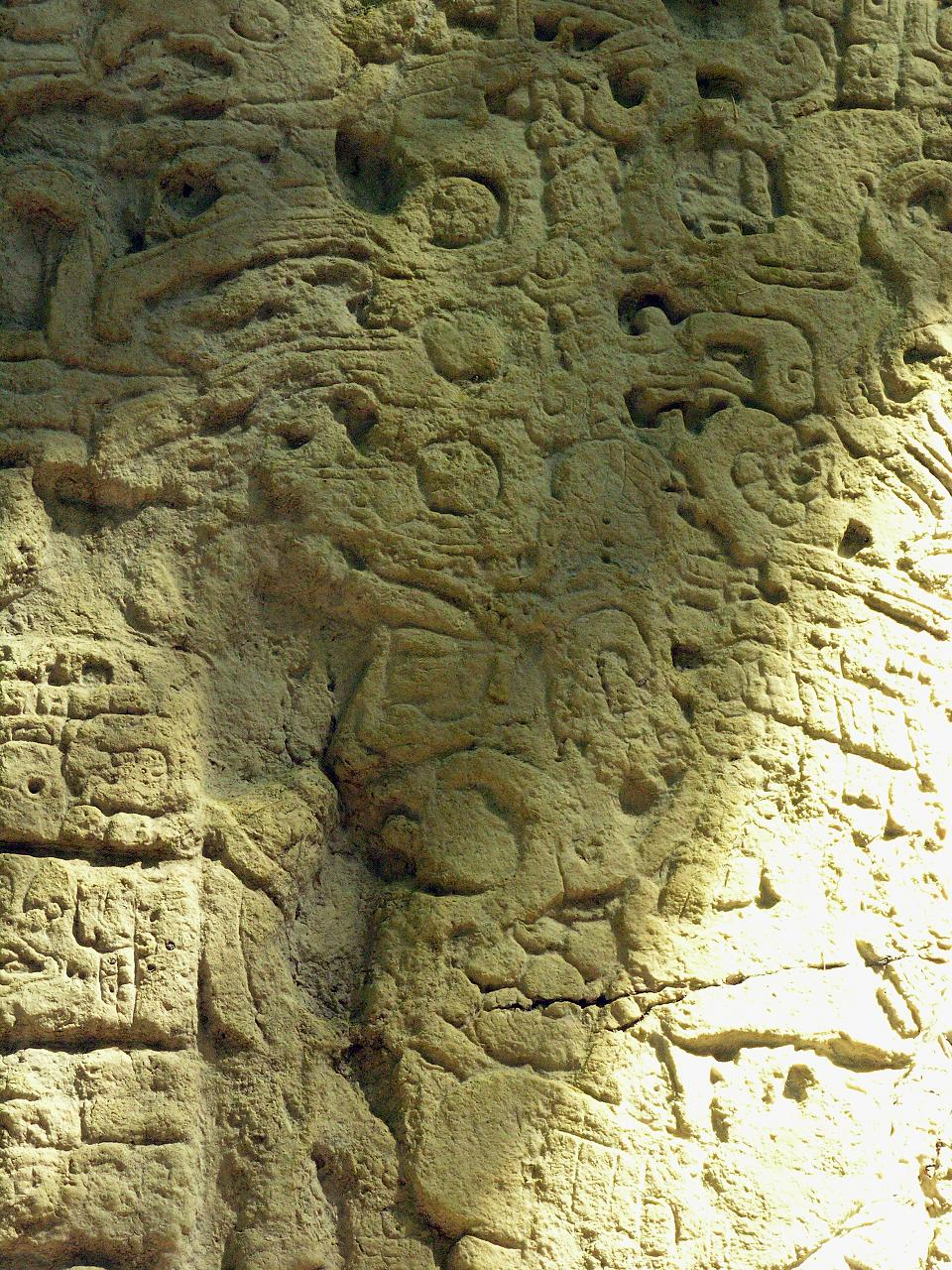
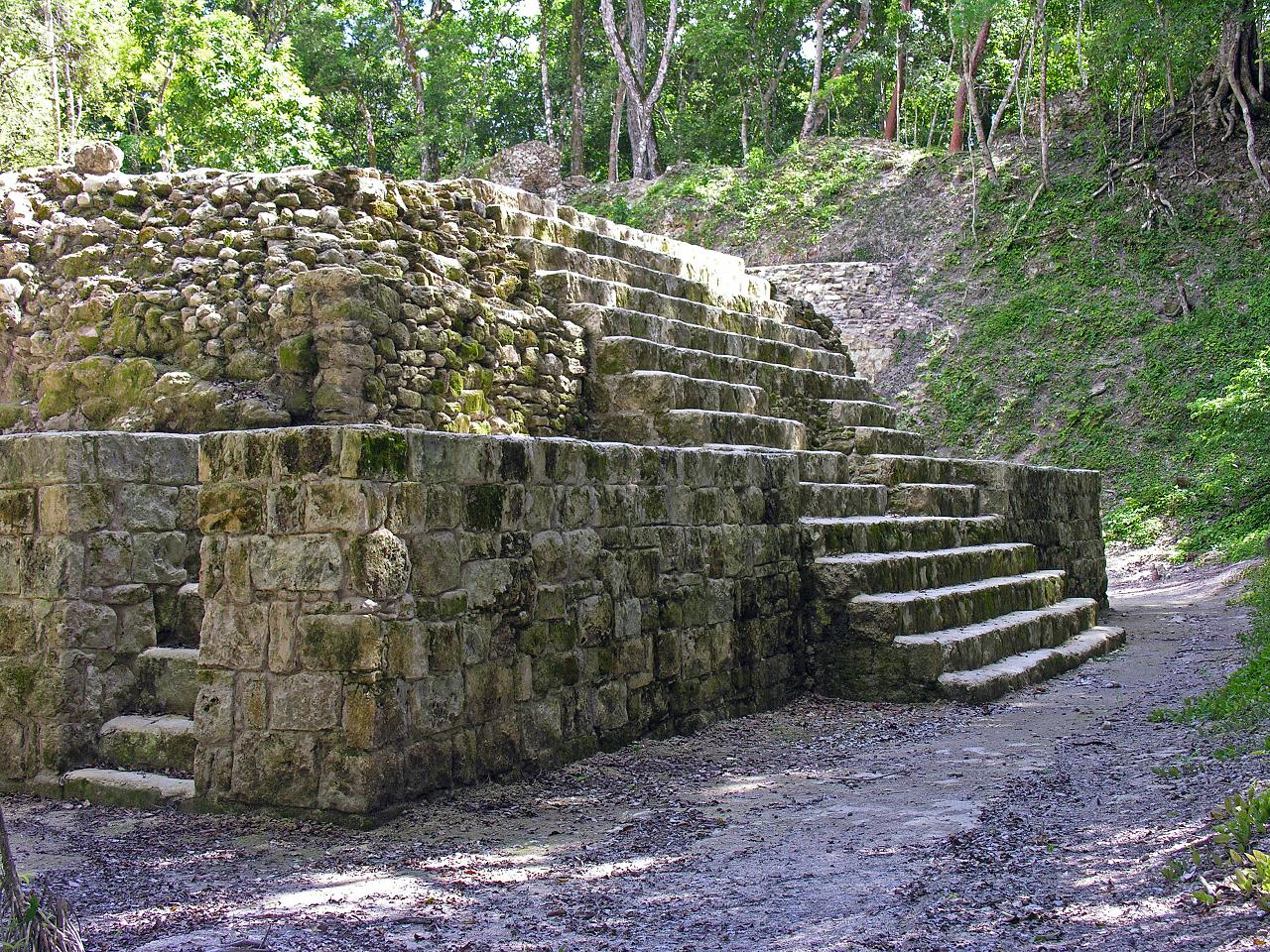
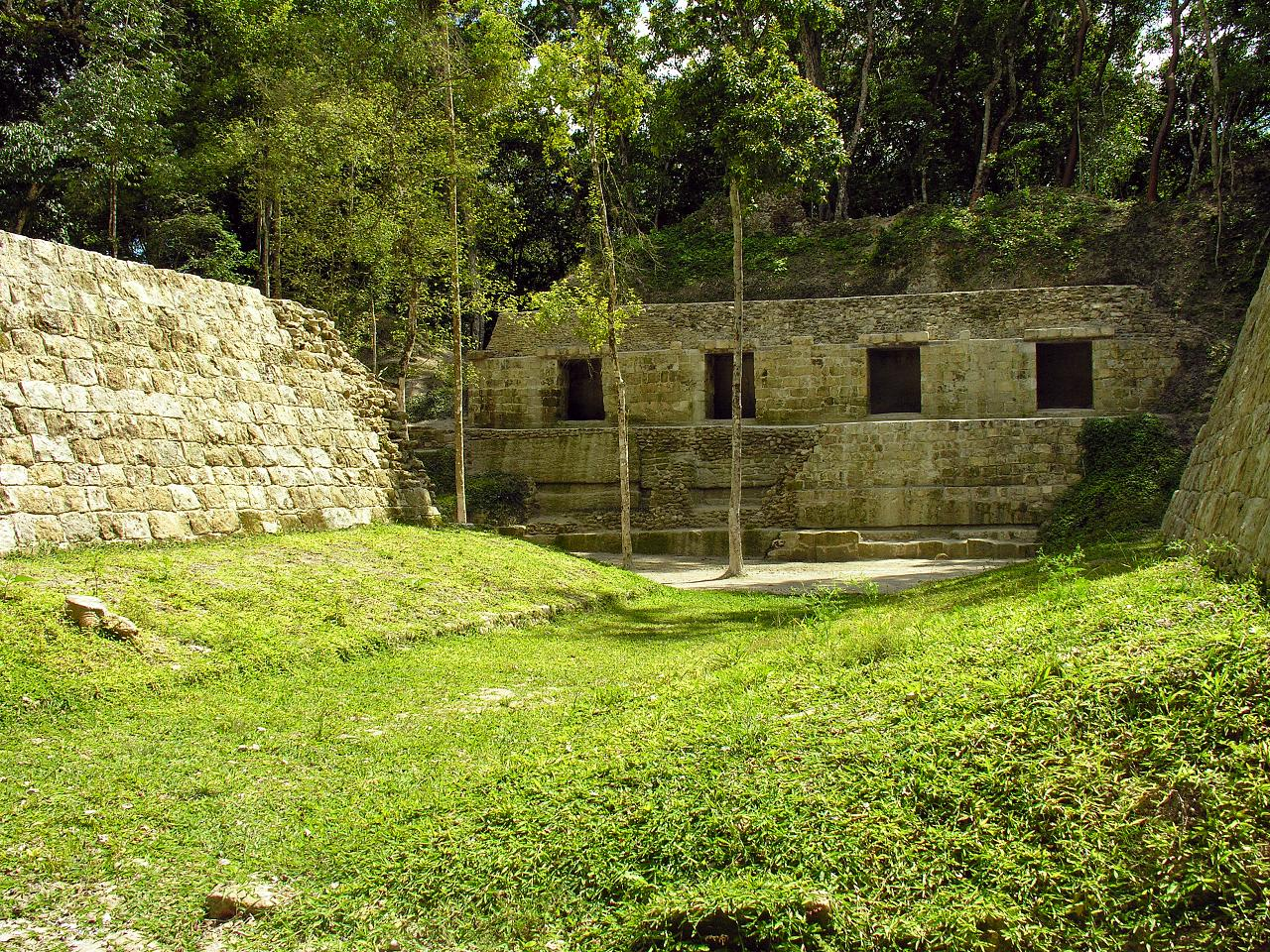
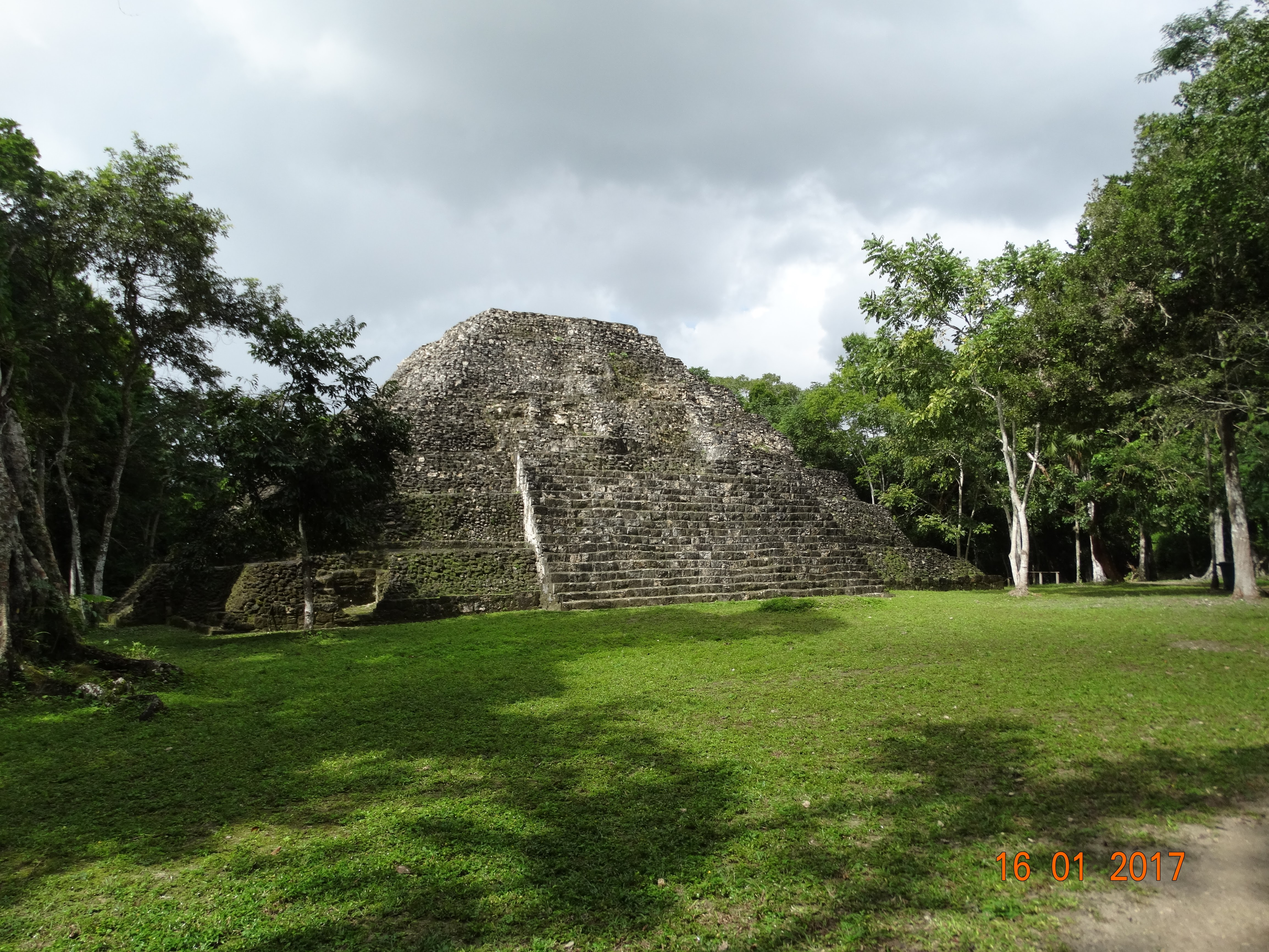
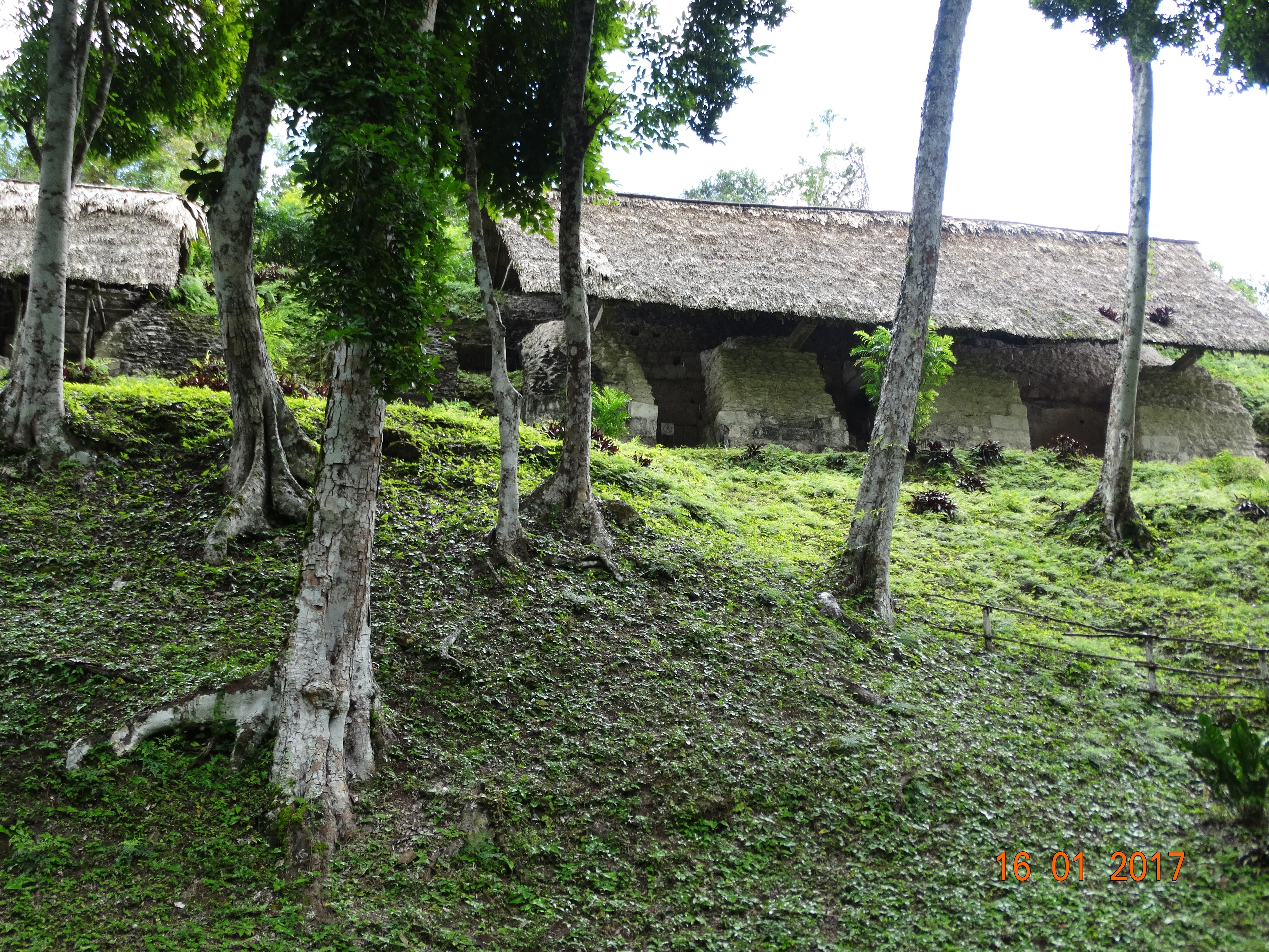
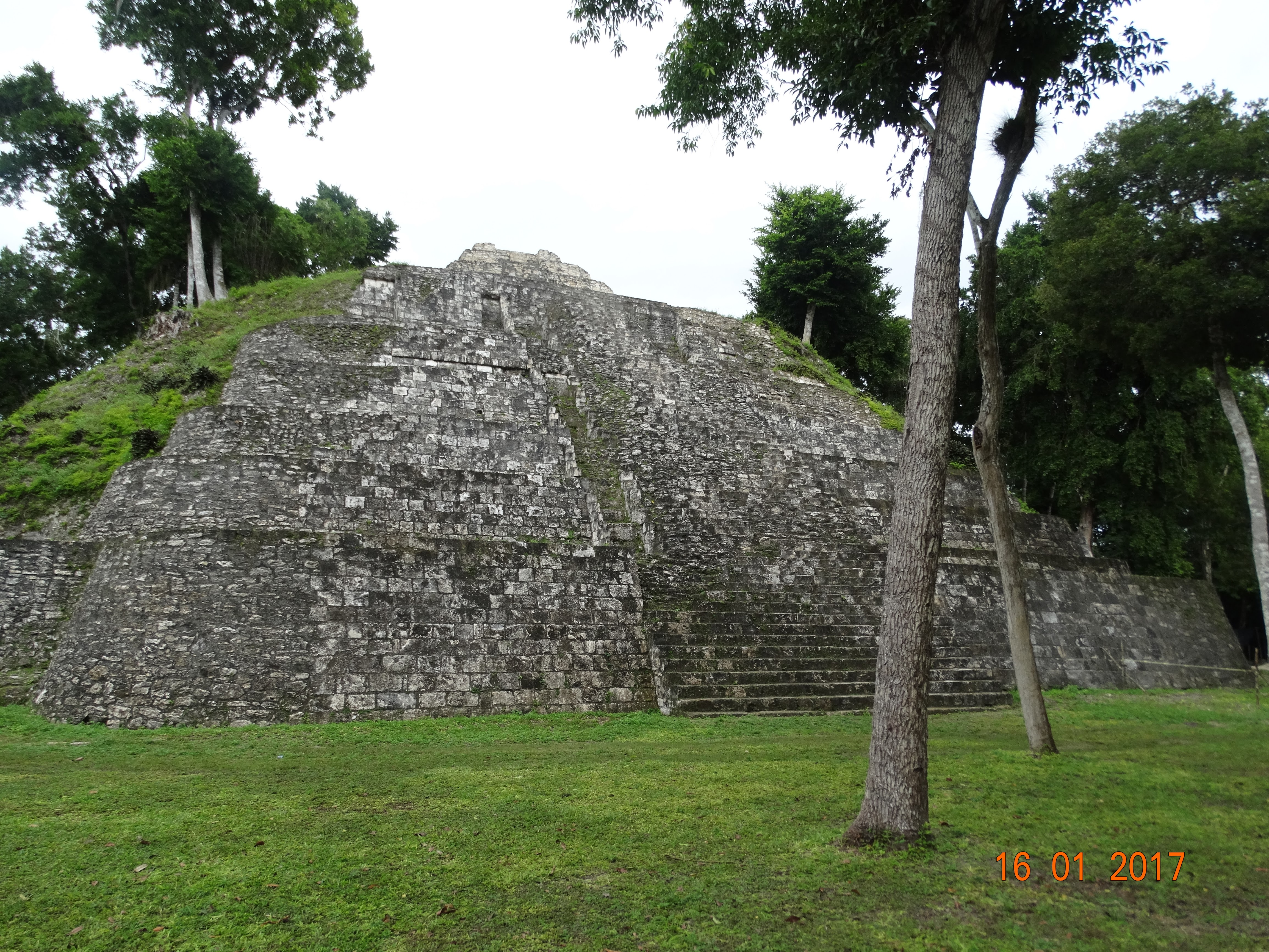
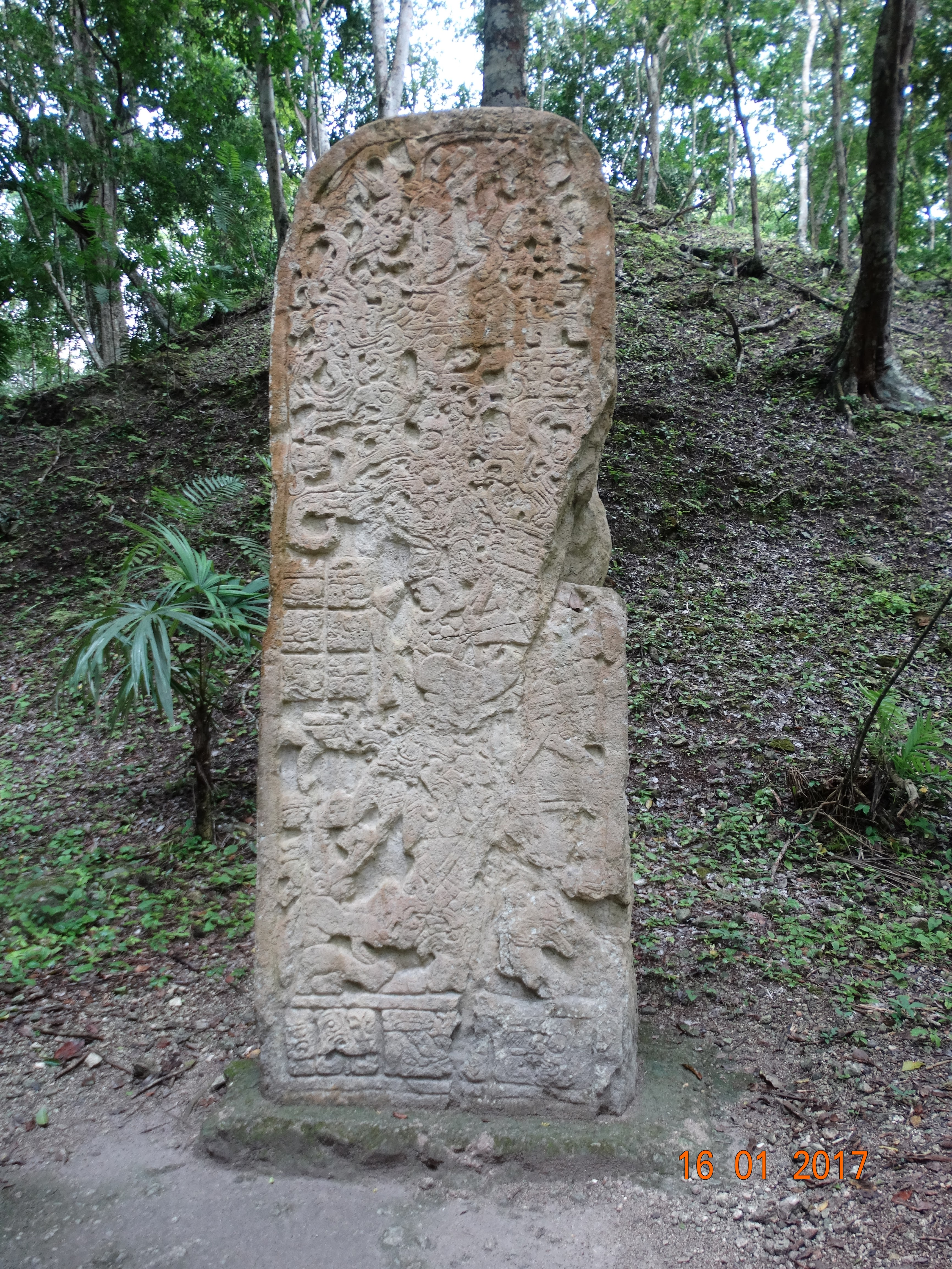
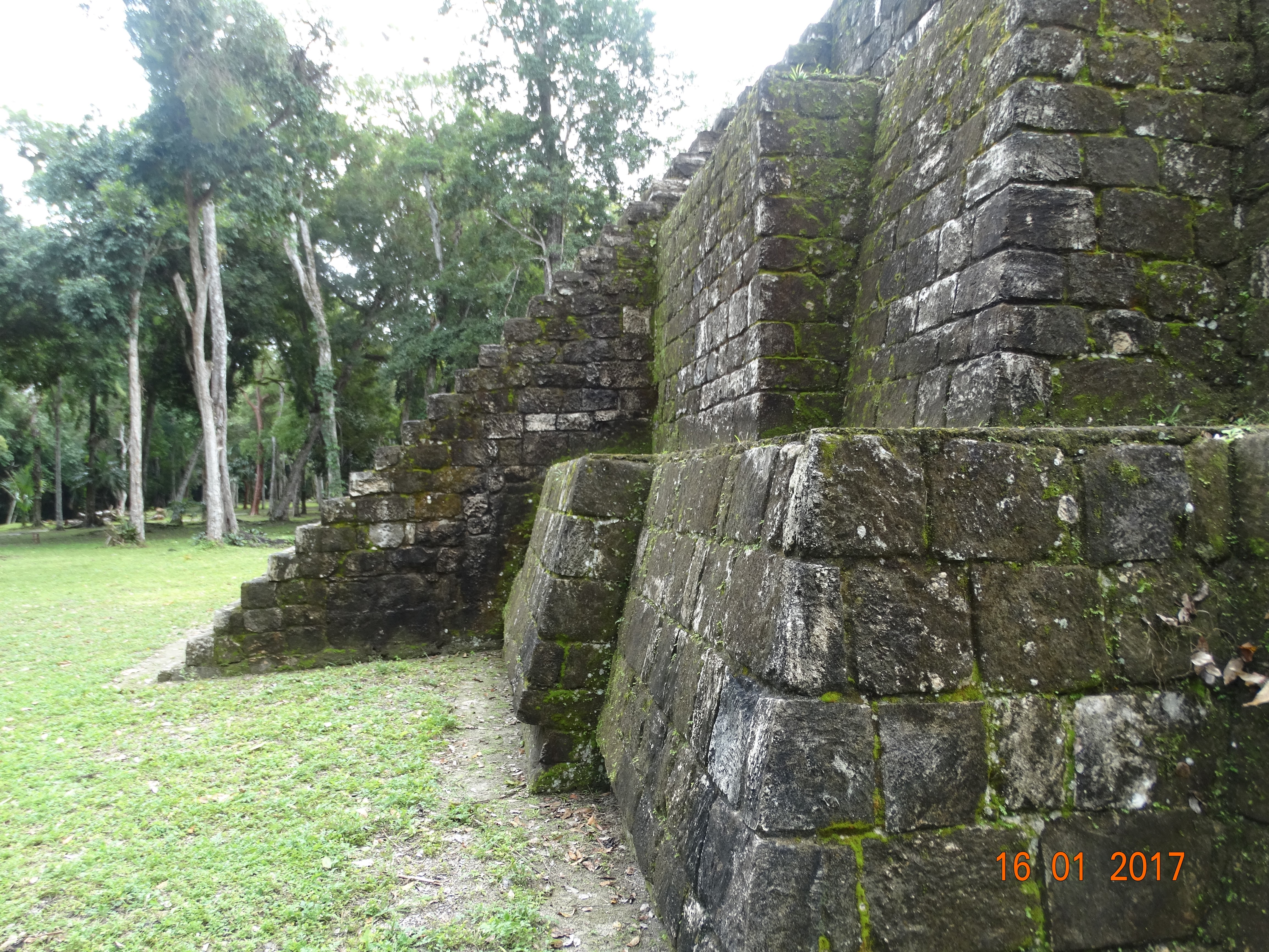

Imágenes de Yaxhá